# Ciclisme als Jocs Olímpics d'estiu 2008 - Ciclisme en ruta masculí
La prova de Ciclisme en ruta masculí dels Jocs Olímpics de Pequín 2008 es va disputar el 9 d'agost en un circuit pels voltants de Pequín. La cursa començà a les 11.00 h (hora xinesa - UTC+8), i es planificà perquè finalitzés al voltant de les 17.30 h de la tarda, després de recórrer 245 km.
La cursa es pot dividir en dos sectors. El primer tram de la cursa, de 78,8 km, duia els ciclistes per un terreny relativament pla, des del centre de Pequín cap al nord, tot passant per diferents llocs emblemàtics de Pequín, com el Temple del Cel, el Gran Saló del Poble, la Plaça de Tiananmen i l'Estadi Nacional abans d'arribar a Badaling, a la Gran Muralla Xinesa. En aquest punt s'iniciava el segon tram de la cursa, un circuit de 23,8 km, al qual els ciclistes havien de donar set voltes, i que tenia rampes de fins al 10% de desnivell.
La cursa fou guanyada per l'asturià Samuel Sánchez en sis hores, 23 minuts, i 49 segons, imposant-se a l'esprint a un grup de sis escapats. El segon fou l'italià Davide Rebellin i el tercer el suís Fabian Cancellara.
Amb tot, mesos després, el 28 d'abril de 2009 la premsa italiana anuncià que Davide Rebellin, segon de la cursa, havia estat un dels sis esportistes que havien donat positiu per EPO-CERA en un control antidopatge durant els Jocs Olímpics de Pequín. Això li comportarà la pèrdua de la medalla de plata que havia guanyat, la qual anà a parar a mans del suís Fabian Cancellara i que la de bronze anés a mans del rus Aleksandr Kólobnev.

## Medallistes
| Or             | Plata             | Bronze             |
| Samuel Sánchez | Fabian Cancellara | Aleksandr Kólobnev |

## Resultat final
| Pos.   | Ciclista           | Temps      |
| ------ | ------------------ | ---------- |
| Or     | Samuel Sánchez     | 6h 23′ 49″ |
|        | Davide Rebellin    | m. t.      |
| Argent | Fabian Cancellara  | m. t.      |
| Bronze | Aleksandr Kólobnev | m. t.      |
| 4      | Andy Schleck       | m. t.      |
| 5      | Michael Rogers     | m. t.      |
| 6      | Santiago Botero    | + 12"      |
| 7      | Mario Aerts        | + 12"      |
| 8      | Michael Barry      | + 16"      |
| 9      | Robert Gesink      | + 18"      |
| 10     | Levi Leipheimer    | + 20"      |

| Classificació final (11–89) | Classificació final (11–89) | Classificació final (11–89) | Classificació final (11–89) |
| --------------------------- | --------------------------- | --------------------------- | --------------------------- |
| 11                          | Chris Anker Sørensen        | + 22"                       |                             |
| 12                          | Alejandro Valverde          | + 22"                       |                             |
| 13                          | Jérôme Pineau               | + 22"                       |                             |
| 14                          | Cadel Evans                 | + 22"                       |                             |
| 15                          | Przemysław Niemiec          | + 22"                       |                             |
| 16                          | Christian Vande Velde       | + 30"                       |                             |
| 17                          | Paolo Bettini               | + 35"                       |                             |
| 18                          | Vladímir Karpets            | + 1' 10"                    |                             |
| 19                          | Murilo Fischer              | + 2' 28"                    |                             |
| 20                          | Fabian Wegmann              | + 2' 28"                    |                             |
| 21                          | Erik Hoffmann               | + 2' 28"                    |                             |
| 22                          | Christian Pfannberger       | + 2' 28"                    |                             |
| 23                          | Gustav Larsson              | + 2' 28"                    |                             |
| 24                          | Nicki Sørensen              | + 2' 28"                    |                             |
| 25                          | Radoslav Rogina             | + 2' 28"                    |                             |
| 26                          | John-Lee Augustyn           | + 2' 28"                    |                             |
| 27                          | Nuno Ribeiro                | + 2' 28"                    |                             |
| 28                          | Ignatas Konovalovas         | + 2' 28"                    |                             |
| 29                          | Jesús Rodriguez             | + 2' 28"                    |                             |
| 30                          | Matthew Lloyd               | + 2' 28"                    |                             |
| 31                          | Kurt Asle Arvesen           | + 2' 28"                    |                             |
| 32                          | Kanstantsín Siutsou         | + 2' 28"                    |                             |
| 33                          | Rémi Pauriol                | + 2' 28"                    |                             |
| 34                          | Tadej Valjavec              | + 2' 28"                    |                             |
| 35                          | Iaroslav Popòvitx           | + 2' 28"                    |                             |
| 36                          | Simon Gerrans               | + 2' 28"                    |                             |
| 37                          | Thomas Lövkvist             | + 2' 36"                    |                             |
| 38                          | Thomas Rohregger            | + 2' 36"                    |                             |
| 39                          | George Hincapie             | + 2' 36"                    |                             |
| 40                          | José Serpa                  | + 2' 38"                    |                             |
| 41                          | Johan van Summeren          | + 2' 38"                    |                             |
| 42                          | Fränk Schleck               | + 2' 38"                    |                             |
| 43                          | Andrei Mizúrov              | + 2' 38"                    |                             |
| 44                          | Roman Kreuziger             | + 2' 46"                    |                             |
| 45                          | Kim Kirchen                 | + 2' 51"                    |                             |
| 46                          | Moisés Aldape Chávez        | + 4' 18"                    |                             |
| 47                          | Rein Taaramäe               | + 7' 00"                    |                             |
| 48                          | Carlos Sastre               | + 7' 17"                    |                             |
| 49                          | Franco Pellizotti           | + 7' 17"                    |                             |
| 50                          | Serguei Lagutin             | + 7' 17"                    |                             |
| 51                          | Hossein Askari              | + 10' 33"                   |                             |
| 52                          | Ruslan Pidgornyy            | + 10' 33"                   |                             |
| 53                          | Julian Dean                 | + 10' 37"                   |                             |
| 54                          | Jacek Tadeusz Morajko       | + 10' 37"                   |                             |
| 55                          | Ryder Hesjedal              | + 10' 37"                   |                             |
| 56                          | Matija Kvasina              | + 10' 37"                   |                             |
| 57                          | Marcus Ljungqvist           | + 10' 37"                   |                             |
| 58                          | Svein Tuft                  | + 10' 37"                   |                             |
| 59                          | Denís Ménxov                | + 10' 37"                   |                             |
| 60                          | Jure Golčer                 | + 10' 37"                   |                             |
| 61                          | Ján Valach                  | + 10' 37"                   |                             |
| 62                          | Marzio Bruseghin            | + 10' 37"                   |                             |
| 63                          | Nicholas Roche              | + 10' 37"                   |                             |
| 64                          | Laurens ten Dam             | + 10' 37"                   |                             |
| 65                          | Peter Kusztor               | + 11' 55"                   |                             |
| 66                          | Ivan Stević                 | + 11' 55"                   |                             |
| 67                          | Gatis Smukulis              | + 12' 59"                   |                             |
| 68                          | Tanel Kangert               | + 12' 59"                   |                             |
| 69                          | Gonzalo Garrido             | + 12' 59"                   |                             |
| 70                          | Edvald Boasson Hagen        | + 12' 59"                   |                             |
| 71                          | André Cardoso               | + 15' 53"                   |                             |
| 72                          | Aleksandr Kuschynski        | + 15' 53"                   |                             |
| 73                          | Dainius Kairelis            | + 15' 53"                   |                             |
| 74                          | Petr Benčík                 | + 15' 53"                   |                             |
| 75                          | Alexandru Pliușchin         | + 15' 53"                   |                             |
| 76                          | Denís Kostiuk               | + 15' 53"                   |                             |
| 77                          | Serguei Ivanov              | + 15' 53"                   |                             |
| 78                          | Ghader Mizbani              | + 15' 53"                   |                             |
| 79                          | David George                | + 15' 53"                   |                             |
| 80                          | Philip Deignan              | + 15' 53"                   |                             |
| 81                          | Glen Chadwick               | + 15' 53"                   |                             |
| 82                          | Aliaksandr Vússau           | + 26' 10"                   |                             |
| 83                          | Tomasz Marczyński           | + 26' 10"                   |                             |
| 84                          | Nebojša Jovanović           | + 26' 10"                   |                             |
| 85                          | Takashi Miyazawa            | + 31' 35"                   |                             |
| 86                          | Rafâa Chtioui               | + 39' 15"                   |                             |
| 87                          | Park Sung-Baek              | + 39' 15"                   |                             |
| 88                          | Kin San Wu                  | + 42' 08"                   |                             |
| 89                          | Luciano Pagliarini          | + 44' 38"                   |                             |

### Abandonaments
53 ciclistes començaren la cursa però no la finalitzaren. Són aquests: 
| - David Zabriskie - Robert Hunter - Alejandro Borrajo - Niki Terpstra - Matias Medici - Daniel Bogomilov Petrov - Laszlo Bodrogi - Horacio Gallardo - Jonathan Bellis - Raivis Belohvoščiks - Gerald Ciolek - Ahmed Belgasem - Zhang Liang | - Juan José Haedo - Hichem Chabane - Roman Broniš - Matej Jurčo - Maxime Monfort - Steve Cummings - Óscar Freire - Karsten Kroon - Roger Hammond - Jason McCartney - Vladímir Iefimkin - Andrí Hrivko - Mario Contreras - Mehdi Sohrabi | - Henry Raabe - Fumiyuki Beppu - Gabriel Rasch - Maksim Iglinski - Stuart O'Grady - Borut Božič - Evgeniy Gerganov - Patricio Almonacid - Timothy Gudsell - Jurgen van den Broeck - Brian Bach Vandborg - Stefan Schumacher - Christophe Brandt | - Vladimir Miholjević - Lars Petter Nordhaug - Vincenzo Nibali - Bert Grabsch - Stef Clement - Ben Swift - Rigoberto Urán - Pierre Rolland - Cyril Dessel - Pierrick Fédrigo - Jens Voigt - Simon Špilak - Alberto Contador |